# Schizophonie
Schizophonie (Griechisch: schizo = geteilt, phone = Stimme, Laut) ist ein in den 1960er Jahren von R. Murray Schafer gebildetes Wort für einen Klang, der durch elektroakustische Reproduktion von seinem ursprünglichen Kontext getrennt wurde. Bevor es die technischen Möglichkeiten zur Speicherung und Wiedergabe von Klängen gab, war jeder Klang einzigartig und nur innerhalb seines originalen Kontextes zu hören (engl.: schizophonia; source-sound split).

## Sonstiges
Das Wort Schizophonie stand Pate für den Titel des Mike Batt Albums Schizophonia.